# Setaria tenax
Setaria tenax är en gräsart som först beskrevs av Louis Claude Marie Richard, och fick sitt nu gällande namn av Nicaise Auguste Desvaux. Setaria tenax ingår i släktet kolvhirser, och familjen gräs. Inga underarter finns listade i Catalogue of Life.